# Jølsters kommun
Jølsters kommun (norska: Jølster kommune) var en kommun i dåvarande Sogn og Fjordane fylke i västra Norge. Kommunens centraort var tätorten Skei. Kommunen omfattade en del av Jostedalsbreen nationalpark.
Jølsters kommun upphörde den 31 december 2019 då den tillsammans med kommunerna Gaular, Førde och Naustdal bildade nya Sunnfjords kommun.